# ناحیه بینگهام، شهرستان لیلانو، میشیگان
ناحیه بینگهام (به انگلیسی: Bingham Township) یک منطقهٔ مسکونی در ایالات متحده آمریکا است که در Leelanau County واقع شده‌است.
 ناحیه بینگهام ۱۰۱٫۸ کیلومتر مربع مساحت و ۲٬۴۲۵ نفر جمعیت دارد و ۲۲۱ متر بالاتر از سطح دریا واقع شده‌است.